# Araneus pogisa
Araneus pogisa är en spindelart som först beskrevs av Marples 1957.  Araneus pogisa ingår i släktet Araneus och familjen hjulspindlar.
Artens utbredningsområde är Samoa. Inga underarter finns listade i Catalogue of Life.